# (44613) Rudolf
(44613) Rudolf ist ein Asteroid des inneren Hauptgürtels, der am 8. September 1999 vom tschechischen Astronomen Petr Pravec und dem slowakischen Astronomen Peter Kušnirák an der Sternwarte Ondřejov (IAU-Code 557) in Ondřejov u Prahy entdeckt wurde.
Der Asteroid wurde am 10. November 2003 nach Rudolf II. benannt, von 1576 bis 1612 Kaiser des Heiligen Römischen Reiches, von 1576 bis 1612 König von Böhmen und von 1576 bis 1611 König von Ungarn und Erzherzog von Österreich. Rudolf II. machte Tycho Brahe und Johannes Kepler zu seinen Hofastronomen. Die Mondrille Rima Rudolf auf dem Erdmond hingegen war 1976 nach dem deutschen Vornamen Rudolf benannt worden.